# Československá fotbalová liga žen
Československá fotbalová liga žen byla fotbalová soutěž žen pořádaná na území Československa. Hrálo se zvlášť o mistra Česka a Slovenska. Na Slovensku se hrálo od sezóny 1967/68 a prvním mistrem se stal tým FFK Rapid Bratislava. V Česku se hrálo od sezóny 1969/70 a prvními mistryněmi se staly hráčky pražské Slavie. Od sezóny 1988/89 se hrálo mezi českým a slovenským mistrem o titul mistra Československa, ve všech pěti sezónách zvítězily české týmy.
| Sezóna  | Český mistr         | Slovenský mistr           |
| ------- | ------------------- | ------------------------- |
| 1967/68 |                     | FK Rapid Bratislava       |
| 1968/69 |                     | Dukla ZPA Prešov          |
| 1969/70 | SK Slavia Praha     | Dukla ZPA Prešov          |
| 1970/71 | SK Slavia Praha     | Dukla ZPA Prešov          |
| 1971/72 | SK Slavia Praha     | Dukla ZPA Prešov          |
| 1972/73 | Uhelné Sklady Praha | Dukla ZPA Prešov          |
| 1973/74 | SK Slavia Praha     | Skloplast Trnava          |
| 1974/75 | SK Slavia Praha     | Skloplast Trnava          |
| 1975/76 | AC Sparta Praha     | Skloplast Trnava          |
| 1976/77 | AC Sparta Praha     | Skloplast Trnava          |
| 1977/78 | AC Sparta Praha     | Skloplast Trnava          |
| 1978/79 | SK Slavia Praha     | Skloplast Trnava          |
| 1979/80 | AC Sparta Praha     | Skloplast Trnava          |
| 1980/81 | AC Sparta Praha     | Slávia SSM Holíč          |
| 1981/82 | AC Sparta Praha     | Agrostav Spišská Nová Ves |
| 1982/83 | SK Slavia Praha     | Slávia SSM Holíč          |
| 1983/84 | AC Sparta Praha     | Skloplast Trnava          |
| 1984/85 | AC Sparta Praha     | Slávia SSM Holíč          |
| 1985/86 | AC Sparta Praha     | Skloplast Trnava          |
| 1986/87 | SK Slavia Praha     | Slávia SSM Holíč          |
| 1987/88 | SK Slavia Praha     | Skloplast Trnava          |

| Sezóna  | Československý mistr      | Český mistr     | Slovenský mistr           |
| ------- | ------------------------- | --------------- | ------------------------- |
| 1988/89 | AC Sparta Praha           | AC Sparta Praha | Skloplast Trnava          |
| 1989/90 | AC Sparta Praha           | AC Sparta Praha | Skloplast Trnava          |
| 1990/91 | AC Sparta Praha           | AC Sparta Praha | Slávia SSM Holíč          |
| 1991/92 | SK Slavia Praha           | SK Slavia Praha | Slávia Filozof Bratislava |
| 1992/93 | Slávia Filozof Bratislava | SK Slavia Praha | Slávia Filozof Bratislava |